# Юнга (приток Волги)
Ю́нга, Больша́я Ю́нга (чув. Юнкӑ, горномар. Кого Йынгы, Йӹнгы) — река в Марий Эл и Чувашии (Россия), правый приток Волги.

## Физико-географическая характеристика
Длина Юнги — 56 км (из них 35 км — в границах Марий Эл), площадь водосборного бассейна — 436 км². Исток реки расположен близ деревни Нискасы Моргаушского района Чувашии, устье недалеко от села Троицкий Посад Горномарийского района Республики Марий Эл.
Характеризуется высоким половодьем, которое приходится на апрель и начало мая, низкой летней и зимней меженью. Ледостав с начала ноября по апрель. Коэффициент густоты речной сети 0,51 км/км².
Река протекает через населённые пункты: Юнга, Оргум Моргаушского района, Юнго-Кушерга, Миняшкино, Еласы, Амануры, Сиухино, Покровское и Троицкий Посад Горномарийского района. В 28 км от устья принимает по левому берегу основной приток — реку Катвашка. Имеет 25 притоков, из них 21 — левые.

## Топонимика
- По мнению О. П. Воронцовой и И. С. Галкина, название Йӹнгы (официально — Юнга) имеет финно-угорское происхождение[6].

 Юнга — название двух рек — Большой и Малой Юнги, впадающих в р. Волгу на территории Горномарийского района Марийской АССР. На материале современного марийского языка это название нельзя объяснить. Оно очень древнее, видимо, финно-угорского периода, со значением «вода».— Тайны марийской топонимики
- По мнению некоторых краеведов, гидроним Юнка восходит к прамордовскому юнге «овраг с водой»[8][9].
- По мнению лингвиста О. В. Смирнова, слово восходит к допермскому финно-угорскому корню *jɤnkɜ «светлый, чистый, прозрачный»[10].

## Данные водного реестра
По данным государственного водного реестра России, Юнга относится к Верхневолжскому бассейновому округу. Водохозяйственный участок реки — Волга от устья Оки до Чебоксарского гидроузла (Чебоксарское водохранилище), без рек Сура и Ветлуга. Речной подбассейн Юнги — Волга от впадения Оки до Куйбышевского водохранилища (без бассейна Суры), речной бассейн — (Верхняя) Волга до Куйбышевского водохранилища (без бассейна Оки).
Код объекта в государственном водном реестре — 08010400312110000043891.